# Ескендиров, Асан Кайруллович
Асан Кайруллович Ескендиров (каз. Асан Қайроллаұлы Ескендіров; род. 21 июня 1971, Кокчетав, Кокчетавская область, Казахская ССР) — казахстанский судья. Судья Верховного Суда Республики Казахстан (2013—2022). Судья Конституционного Суда Республики Казахстан (с 1 января 2023 года).

## Биография
Отец Асана Ескендирова — Кайрулла Газизович Ескендиров (1940—2019) — советский и казахский партийный работник, ветеран правоохранительных органов, полковник полиции, в 1996—2002 годах — депутат Сената Парламента Республики Казахстан І, ІІ созывов.
В 1996 году окончил Карагандинский государственный университет имени Е. А. Букетова.
1991—1994 годы — эксперт ЭКО управления внутренних дел Кокчетавской области.
1994—1996 годы — консультант, ведущий специалист, главный специалист управления юстиции Кокшетауской области.
1996—1998 годы — постоянный судья суда города Кокшетау.
1998—1999 годы — судья суда Алматинского района города Астаны.
1999—2002 годы — судья Акмолинского областного суда.
2002—2008 годы — председатель специализированного межрайонного экономического суда Акмолинской области.
2008—2012 годы — председатель специализированного межрайонного экономического суда Павлодарской области.
2012—2015 годы — председатель апелляционной судебной коллегии по гражданским и административным делам Акмолинского областного суда.
С 10 декабря 2015 года по 31 декабря 2022 года — судья Верховного Суда Республики Казахстан.
С 1 января 2023 года постановлением Сената Парламента Республики Казахстан назначен судьёй Конституционного Суда Республики Казахстан.